# Акбар-хан Баракзай (1818—1847)
Акбар-хан (15 жовтня 1816, Дурранійська імперія — 1845, Джелалабад, Афганістан) — політичний діяч та військовик Афганістану, один з синів Дост Мухаммеда.
Під час першої англо-афганської війни 1838—1842 керував афганськими військами, які билися проти армії Елфінстона, керував облогою Джелалабаду. Зіграв значну роль в об'єднанні розрізнених афганських загонів. Після вигнання англійців виступав за проведення Афганістаном незалежної політики. У травні захопив фортецю  Бала-Гісар в КАбулі, де бувоголошений  еміром Афганістану.
У 1843 після повернення Дост Мохаммеда став вазиром і спадкоємцем трону.
Історики припускають, що Акбар-хан був отруєний власним батьком.